# Бубанович, Фран
Фран Бубанович (хорв. Fran Bubanović; 19 ноября 1883, Сисак — 6 февраля 1956, Загреб, Югославия) — хорватский и югославский биохимик и университетский преподаватель. Благодаря сотрудничеству с европейскими химиками, Бубанович в начале XX века сделал ряд важных открытий в области биохимии и физиологии.

## Биография
Фран Бубанович родился в 1883 году в хорватском городе Сисак, где в подростковом возрасте окончил обучение в гимназии. Продолжить получать образование Бубанович решил в Загребском университете, в котором занял место на философском факультете, где в то время проводились занятия по естественным наукам. Закончив в 1905 году обучение в университете, он устроился на работу учителем химии, сначала в Загребе, а затем и в Бьеловаре. Именно из Бьеловара в 1909 году Бубанович в качестве стипендиата отправился в норвежский Гронинген, где он начал работать в лаборатории профессора Хартога Якоба Хамбюргера, в соавторстве с которым Фран Бубанович написал ряд научных статей, среди коих была статья о проницаемости эритроцитов катионами, которая была принята представителями Венского университета в качестве его докторской диссертации. В успешно защищённой в 1910 году диссертации, Бубанович развил идеи, высказанные в его с Хамбюргером работе и доказал что эритроциты одинаково проникаемы как для катионов, так и для анионов, что стало значительным вкладом в понимание процесса разрушения клеток крови. В 1911 году, также в соавторстве с Хамбюргером, Бубанович опубликовал работу, в которой подробно описал влияние жирорастворимых веществ на фагоцитоз, и которая послужила значительным расширением знаний в области физиологии и патофизиологии.
За свои открытия в области биохимии Бубанович был приглашён в Нобелевский институт в Швеции, где он познакомился с лауреатом нобелевской премии по химии Сванте Аррениусом, который на время пребывания Бубановича в Швеции стал его научным руководителем. В ходе совместной работы Бубанович и Аррениус опубликовали ряд статей по физической химии и химических свойствах жидкостей, среди которых вновь была статья, внёсшая значительный вклад в науку, в ней Аррениус и Бубанович рассматривали поведение различных веществ, которые увеличивают или уменьшают скорость гемолиза в гипотонических растворах. В 1917 году хорватские власти отправили Бубановича в Вену, где он должен был получить опыт, необходимый для его последующего назначения на пост руководителя кафедры химии в недавно открытой Школе медицины Загребского университета. В Вене Бубанович познакомился с австрийским биохимиком Отто фон Фюртом, сотрудничество с которым продлилось всего один год, но как и в прошлые разы положительно сказалось на мировой науке, подарив научному сообществу их исследование
диффузии электролитов в коллоидной желатиновой системе, ставшее первым описанием практического, а не теоретического поведения электролитов в колоидных растворах.
В 1918 году Бубанович вернулся на родину и поселился в Загребе, где он как и ожидалось основал и возглавил кафедру химии в Школе медицины Загребского университета, а также встал во главе старой кафедры химии философского факультета, тем самым освободив профессора Густава Янечека от бремени преподавания химии на фармацевтическом отделении своего факультета. В 1921/22 учебном году Фран Бубанович занял в Школе медицины пост декана, одновременно с чем он опубликовал первый в Хорватии университетский учебник по химии. В преподавательском штате Загребского университета Бубанович непрерывно находился вплоть до 1941 года, когда Хорватия пережила вторжение войск Оси и Бубановичу пришлось уйти в вынужденную отставку. Помимо отставки, Бубановичу грозила отправка в один из концентрационных лагерей за принадлежность к масонам, к которым Бубанович присоединился ещё в довоенные годы, однако этой участи ему удалось избежать, так как он сумел доказать то, что вышел из ложи ещё в 1939 году. По окончании мировой войны Бубанович был восстановлен в своей должности и продолжил её занимать вплоть до своего выхода на пенсию в 1955 году. Умер Фран Бубанович в Загребе 6 февраля 1956 года.